# Erysimum amurense
Erysimum amurense är en korsblommig växtart som beskrevs av Masao Kitagawa. Erysimum amurense ingår i släktet kårlar, och familjen korsblommiga växter. Inga underarter finns listade i Catalogue of Life.